# 岡島正夫
岡島 正夫（おかじま まさお）は、日本の事業家である。株式会社メディアポートの代表取締役社長。

## 略歴
- 東京都生まれ。
- 一級建築士
- 1973年に武蔵野美術大学造形学部建築学科を卒業し、1973年に大成建設株式会社建築本部設計部へ入社。1976年に一級建築士資格取得。
- 1979年に一級建築士事務所九段工房を開設し、1983年アトリエ建築家として独立。
- 建築設計と並行してCADのシステム開発に従事し、1991年にシステム開発を専業とする株式会社メディアポートを設立し同社代表取締役に就任し現在に至る。システム開発と併せて、書籍の出版・編集業務を行っている。
- 1983年AutoCADユーザー会を有志で設立。AutoCADのアプリケーション「Archgraph」をOEM。パソコンCADの黎明期に、様々な活動を通して、その普及に努める。
- 1992年に建築情報技術研究所設立。
- 2011年（平成23年）より建築3Dパース検定委員会の委員長を三期務めた。

## 著書
- AutoLISP入門（翻訳） ［オートデスク社］
- WindowsとAutoCADの基本 ［メディアポート］
- WindowsとAutoCADの活用 ［メディアポート］
- CADの基礎知識（共同執筆） ［日経BP社］
- デザインエンジニアリング総覧（共同執筆） ［フジテクノシステム］
- Win3D / 3次元ドローイング（翻訳） ［海文堂出版］
- AutoLISPの初歩 / AutoCADを使いこなすために ［東海大学出版会］
- 建築3Dパース検定［メディアポート］